# 贡·勒林
贡·勒林（瑞典語：Gun Röring，1930年6月17日—2006年3月17日），瑞典女子体操运动员。她曾代表瑞典参加1952年夏季奥林匹克运动会体操比赛，获得女子团体便携式器械金牌。